# James Cunningham, Son & Company

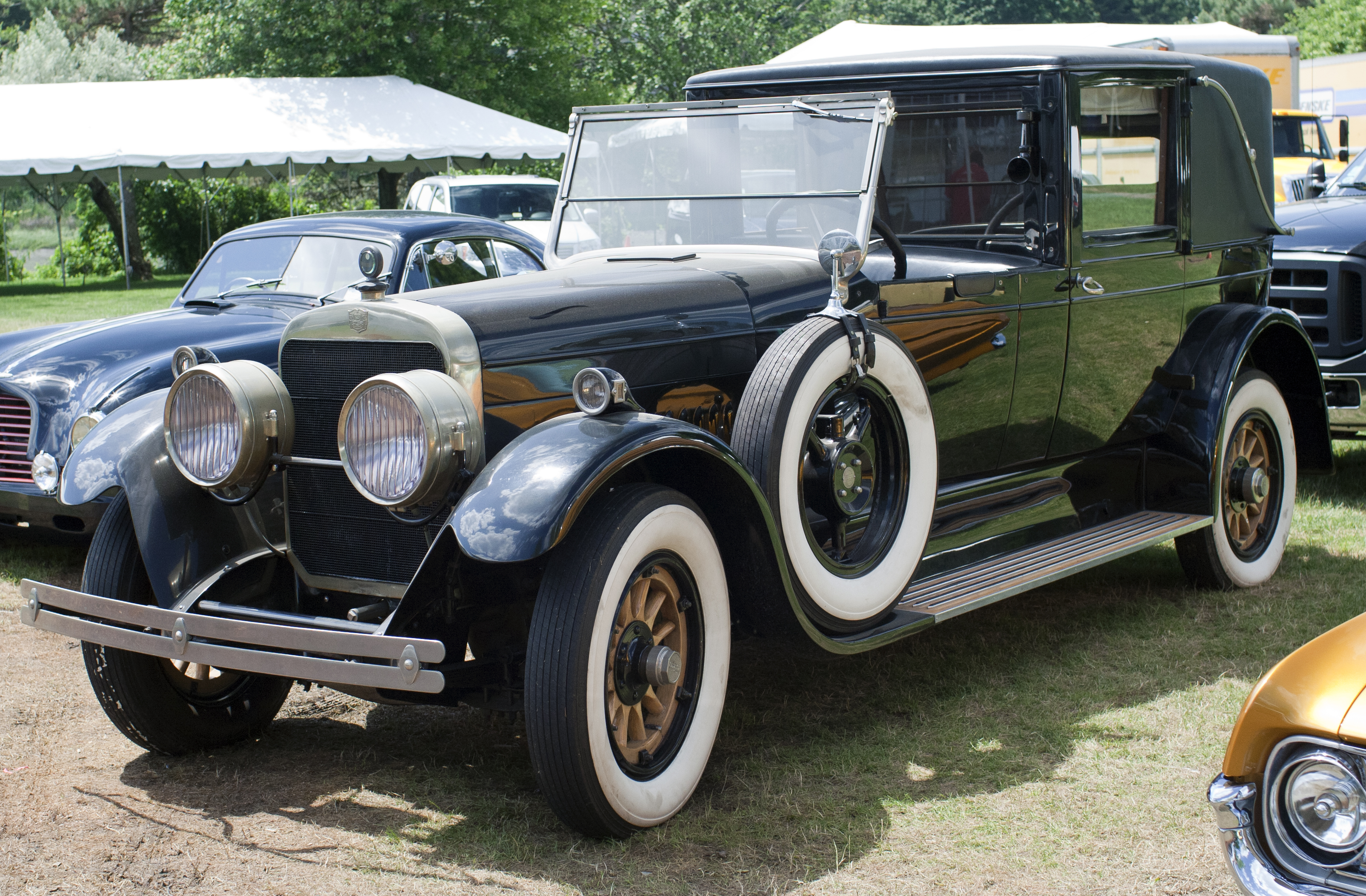
Cunningham Series V-4 von 1922 auf dem langen Fahrgestell

James Cunningham, Son & Company war ein US-amerikanischer Hersteller von Automobilen.

## Unternehmensgeschichte
Das Unternehmen geht zurück auf eine Gründung von 1838. James Cunningham gründete es 1882 zur Herstellung von Kutschen. Der Sitz war in Rochester im US-Bundesstaat New York. Nach dem Tod von James Cunningham 1886 leitete sein Sohn Joseph das Unternehmen. 1900 entstand mindestens ein Elektroauto als Prototyp. Erst 1907 begann die Produktion von Automobilen. Der Markenname lautete Cunningham. Es waren Luxusautomobile. Zu den Käufern gehörten Mary Pickford, Harold Lloyd, William Randolph Hearst, Blanche Sweet,  Roscoe Arbuckle und Cecil B. DeMille.
Aufgrund der Weltwirtschaftskrise 1929 endete die eigene Fahrzeugproduktion. Leichenwagen und Krankenkraftwagen wurden weiterhin produziert. Mitte der 1930er Jahre bis 1937 folgten noch einige Aufbauten auf Basis des Ford V8. Dann wurde das Unternehmen aufgelöst.
Die höchste Produktionszahl eines Jahres lautete 375 Fahrzeuge. Davon waren 185 Personenkraftwagen.

## Fahrzeuge
Das Unternehmen stellte Luxusfahrzeuge her. Die Motoren kamen anfangs von Buffalo und von der Continental Motors Company. Aufbauten entstanden nach Kundenwunsch.
1911 erschien das Model J. Es hatte einen selbst hergestellten Vierzylindermotor mit 40 PS Leistung. Das Fahrgestell hatte 315 cm Radstand. Aufbauten als siebensitziger Tourenwagen, Runabout, Limousine und Landaulet standen zur Wahl.
1912 änderten sich nur die Aufbauten. Nun standen Runabout, fünfsitziger Phaeton, siebensitziger Tourenwagen, viersitziger Torpedo, viersitziges Toy Tonneau, siebensitzige Limousine und ebenfalls siebensitziges Landaulet im Angebot.
1913 folgte das Model M. Der Motor war nun mit 36,1 PS angegeben. Der Radstand blieb unverändert. Genannt sind Tourenwagen, Limousine und Landaulet mit jeweils sieben Sitzen, Phaeton und Torpedo mit jeweils fünf Sitzen sowie ein Runabout.
1914 wurde daraus das Model R. Der Radstand war auf 328 cm verlängert worden. Es gab Tourenwagen mit vier, fünf und sieben Sitzen, Runabout, Limousine und Landaulet.
1915 änderte sich nur die Bezeichnung in Model S.
Für 1916 entfiel beim Model S der fünfsitzige Tourenwagen.
1917 wurde mit dem Series V ein V8-Motor eingeführt. Er hatte 442 Kubikzoll Hubraum, entsprechend 7243 cm³ Hubraum, und war mit 45 PS angegeben. Der Radstand betrug 335 cm. Zur Wahl standen fünf- und siebensitzige Tourenwagen, zwei- und dreisitzige Roadster, fünf- und achtsitzige Limousinen, viersitziges Toy Tonneau, viersitziges Coupé, sechssitziges Town Car, fünfsitzige Touren-Limousine und ein viersitziges Roadster-Coupé.
1918 gab es Tourenwagen mit vier und sieben Sitzen, Roadster mit vier Sitzen, Landaulets, Limousinen, Coupés und Town Cars.
1919 entfielen die Coupés und Town Cars.
Ab 1920 bestand die Wahl zwischen 335 cm und 361 cm Radstand. Das kürzere Fahrgestell bildete 1920 die Basis für Tourenwagen mit vier Sitzen, Roadster und Limousinen. Auf dem längeren Fahrgestell basierten Tourenwagen mit sechs Sitzen, Limousinen, Stadtlimousinen und Landaulets. Die Motorleistung war nun mit 95 PS angegeben.
1921 gab es Tourenwagen mit sechs Sitzen, Town Cars und Cabriolets auf beiden Fahrgestellen, und dazu eine kurze Limousine und einen langen siebensitzigen Tourenwagen.
1922 standen auf dem kurzen Fahrgestell ein Special Speed Roadster, ein Special Speed Tourenwagen, vier- und siebensitzige Tourenwagen, Coupé, Limousine und Roadster im Angebot. Auf dem langen Fahrgestell gab es einen siebensitzigen Tourenwagen, eine sechssitzige Limousine, eine weitere Limousine und ein Landaulet.
1923 folgte die Umbenennung in Series V-4. Es gab einen vier- und einen sechssitzigen Tourenwagen, einen dreisitzigen Roadster und ein viersitziges Coupé auf dem kurzen Fahrgestell sowie Limousinen mit sechs und sieben Sitzen, ein Landaulet mit sechs Sitzen und ein Town Car mit sechs Sitzen.
1924 erschien der Series V-5. Die Motorleistung war mit 90 PS angegeben. Auf dem kurzen Fahrgestell gab es nur einen viersitzigen Tourenwagen. Auf dem langen Fahrgestell waren sechs- und siebensitzige Tourenwagen sowie vier- und sechssitzige Limousinen erhältlich.
Für den Zeitraum von 1925 bis 1926 wurde daraus die Series V-6. Das Sortiment auf dem kurzen Fahrgestell umfasste Roadster, einen sportlichen Tourenwagen mit vier Sitzen sowie Tourenwagen mit sechs und sieben Sitzen. Auf dem langen Fahrgestell waren eine viersitzige Limousine, eine Inside Drive Limousine, ein Inside Drive Cabriolet, ein French Brougham und ein Cabriolet lieferbar.
1927 wurde das lange Fahrgestell nicht mehr erwähnt. Genannt sind viersitziger Roadster, viersitziger Tourenwagen, viersitzige Limousine, sechssitzige Limousine und sechssitziges Town Car.
Für die Modelljahre 1928 bis 1929 wurde daraus die Series V-7. Nun wurden wieder beide Fahrgestelllängen gelistet. Außerdem war die Motorleistung auf 106 PS angehoben worden. Mit dem kurzen Fahrgestell gab es Roadster, viersitzige Tourenwagen, einen viersitzigen Enclosed Drive, ein Petit Cabriolet und ein zweisitziges Coupé. Auf dem langen Fahrgestell basierten sechs- und siebensitzige Tourenwagen, ein Special Speed Roadster, ein viersitziger Special Speed, eine Enclosed Drive Limousine und ein Town Sedan.
Außerdem entstanden Nutzfahrzeuge.

## Modellübersicht
| Jahr      | Modell     | Zylinder | Leistung (PS) | Radstand (cm) | Aufbau |
| --------- | ---------- | -------- | ------------- | ------------- | --- |
| 1911      | Model J    | 4        | 40            | 315           | Tourenwagen 7-sitzig, Runabout, Limousine, Landaulet |
| 1912      | Model J    | 4        | 40            | 315           | Runabout, Phaeton 5-sitzig, Tourenwagen 7-sitzig, Torpedo 4-sitzig, Toy Tonneau 4-sitzig, Limousine 7-sitzig, Landaulet 7-sitzig                                                                                |
| 1913      | Model M    | 4        | 36,1          | 315           | Tourenwagen 7-sitzig, Phaeton 5-sitzig, Torpedo 5-sitzig, Runabout, Limousine 7-sitzig, Landaulet 7-sitzig |
| 1914      | Model R    | 4        | 36,1          | 328           | Tourenwagen 4-sitzig und 5-sitzig und 7-sitzig, Runabout, Limousine, Landaulet |
| 1915      | Model S    | 4        | 36,1          | 328           | Tourenwagen 4-sitzig und 5-sitzig und 7-sitzig, Runabout, Limousine, Landaulet |
| 1916      | Model S    | 4        | 36,1          | 328           | Tourenwagen 4-sitzig und 7-sitzig, Runabout, Limousine, Landaulet |
| 1917      | Series V   | 8        | 45            | 335           | Tourenwagen 5-sitzig und 7-sitzig, Roadster 2-sitzig und 3-sitzig, Limousine 5-sitzig und 8-sitzig, Toy Tonneau 4-sitzig, Coupé 4-sitzig, Town Car 6-sitzig, Touren-Limousine 5-sitzig, Roadster-Coupé 4-sitzig |
| 1918      | Series V   | 8        | 45            | 335           | Tourenwagen 4-sitzig und 7-sitzig, Roadster 4-sitzig, Landaulet, Limousine, Coupé, Town Car |
| 1919      | Series V   | 8        | 45            | 335           | Tourenwagen 4-sitzig und 7-sitzig, Roadster 4-sitzig, Limousine, Landaulet |
| 1920      | Series V   | 8        | 95            | 335           | Tourenwagen 4-sitzig, Roadster, Limousine |
| 1920      | Series V   | 8        | 95            | 361           | Tourenwagen 6-sitzig, Limousine, Town Limousine, Landaulet |
| 1921      | Series V   | 8        | 95            | 335           | Tourenwagen 6-sitzig, Limousine, Town Car, Cabriolet |
| 1921      | Series V   | 8        | 95            | 361           | Tourenwagen 6-sitzig und 7-sitzig, Town Car, Cabriolet |
| 1922      | Series V-4 | 8        | 95            | 335           | Special Speed Roadster, Special Speed Tourenwagen, Tourenwagen 4-sitzig und 7-sitzig, Coupé, Limousine, Roadster                                                                                                |
| 1922      | Series V-4 | 8        | 95            | 361           | Tourenwagen 7-sitzig, Limousine 6-sitzig, Limousine, Landaulet |
| 1923      | Series V-4 | 8        | 95            | 335           | Tourenwagen 4-sitzig und 6-sitzig, Roadster 3-sitzig, Coupé 4-sitzig |
| 1923      | Series V-4 | 8        | 95            | 361           | Limousine 6-sitzig und 7-sitzig, Landaulet 6-sitzig, Town Car 6-sitzig |
| 1924      | Series V-5 | 8        | 90            | 335           | Tourenwagen 4-sitzig |
| 1924      | Series V-5 | 8        | 90            | 361           | Tourenwagen 6-sitzig und 7-sitzig, Limousine 4-sitzig und 6-sitzig |
| 1925–1926 | Series V-6 | 8        | 90            | 335           | Roadster, Sport Tourenwagen 4-sitzig, Tourenwagen 6-sitzig und 7-sitzig |
| 1925–1926 | Series V-6 | 8        | 90            | 361           | Limousine 4-sitzig, Cabriolet, French Brougham |
| 1927      | Series V-6 | 8        | 90            | 335           | Roadster 4-sitzig, Tourenwagen 4-sitzig, Limousine 4-sitzig und 6-sitzig, Town Car 6-sitzig |
| 1928–1929 | Series V-7 | 8        | 106           | 335           | Roadster, Tourenwagen 4-sitzig, Cabriolet, Coupé 2-sitzig |
| 1928–1929 | Series V-7 | 8        | 106           | 361           | Tourenwagen 6-sitzig und 7-sitzig, Special Speed Roadster, Special Speed 4-sitzig, Limousine |